# Maria Pou i Bosch
Maria Pou i Bosch   (Sant Feliu de Guíxols, 1906 - Sant Feliu de Guíxols, 1981) va ser una pintora catalana documentada com a activa a finals dels anys vint i principis dels trenta del segle xx.

## Trajectòria artística
Nascuda a Sant Feliu de Guíxols el 1906, Maria Pou va ser una artista que s'ha documentat abans de la Guerra Civil. Va estudiar a l'Acadèmia Baixas de Barcelona i a l'Escola de Belles Arts de la Llotja, on es va especialitzar en pintura.
Les seves aptituds per a la pintura eren notables, ja que el 1922 va obtenir la medalla de plata de l'Escola d'Arts i Oficis de l'Acadèmia Provincial i el premi de la Reial Acadèmia de Belles Arts de Sant Jordi, i l'any següent el segon premi Comte de Lavern instituït en honor de l'industrial i polític Pere Guerau Maristany i Oliver, comte de Lavern. Aquest premi estava organitzat per la Reial Acadèmia Catalana de Belles Arts des del 1918 i consistia en dos premis de 500 i 250 pessetes per a dos alumnes de l'Escola d'Arts i Oficis i Belles Arts. Aquell any per primer cop hi van participar dones el primer premi va ser per Margarida d'Hasburt-Lorena de Borbó.
La primera exposició individual de la qual se'n té notícia és la que va fer entre febrer i març de 1927 a les Galeries Laietanes de Barcelona. Aquell mateix any rebia de nou el primer premi del concurs Comte de Lavern per les obres Interior d'una casa-museu i Nu femení d'esquena, que actualment formen part de la col·lecció de la Reial Acadèmia Catalana de Belles Arts de Sant Jordi. A finals de 1928 exposava de nou en solitari a les Galeries Laietanes, on hi tornaria com a mínim el 1933.
L'any 1929 consta entre els artistes que van exhibir les seves obres a l'Exposició Internacional de pintura, escultura, dibuix i gravat que es va fer en el marc de la Exposició Internacional de Barcelona, on va guanyar un diploma honorífic. Per aquells anys l'artista també va participar en les dues edicions del concurs Barcelona vista pels seus artistes que va organitzar el Reial Cercle Artístic el 1930 i el 1931, en la segona de les quals va rebre una menció honorífica.
Als anys trenta una borsa d'estudis de la Diputació de Barcelona li va permetre viatjar per la Península per completar la seva formació. L'any 1934 també va aconseguir una pensió per ampliar estudis a Madrid, on va fer diverses còpies d'obres de grans mestres exposades al Museo del Prado, com el Cap de dona conservat a la Reial Acadèmia Catalana de Belles Arts de Sant Jordi, que reprodueix un detall de Las Hilanderas de Diego Velázquez. La pintora va escriure el maig de 1935 una carta a Manuel Rodríguez Codolà, que llavors era el secretari de l'Acadèmia, en la qual l'informava que en aquell moment ja havia pintat diverses còpies d'obres del Prado. El 1934 també guanyava una beca de la Generalitat de Catalunya per estudiar a Roma, París i Brussel·les.
Durant la Guerra Civil es va establir a França i, en tornar a Espanya, el 1941 la van inhabilitar per ocupar càrrecs públics.
No se'n té més notícies fins que el 1959 va ocupar una plaça interina de professora de dibuix a l'Escola d'Arts i Oficis de Sant Feliu de Guíxols, on va treballar fins que el 1973 es va jubilar. Entre d'altres, va ser mestra del pintor David Cabrera.
L'any 1981 l'Ajuntament de la seva ciutat natal va organitzar un homenatge a Maria Pou, en el qual va prendre part l'editor i polític Max Cahner, que en aquell moment era Conseller de Cultura de la Generalitat de Catalunya.
El Museu d'Història de la Ciutat de Sant Feliu de Guíxols en conserva un autoretrat. La Reial Acadèmia de Belles Arts de Sant Jordi té tres obres de Maria Pou a la col·lecció: dues d'elles (Nu femení d'esquena i Interior d'una casa-museu) són les obres guanyadores del premi Comte de Lavern del 1927 i l'altra és el Cap de dona esmentat.